# Адам портит всё
«Адам портит всё» (англ. Adam Ruins Everything) — американский комедийно-образовательный сериал с Адамом Коновером в главной роли, дебютировавший 29 сентября 2015 c сезоном из 12 серий на truTV. 7 января 2016 было анонсировано продление шоу на 14 дополнительных серий в 1 сезоне и их выпуск 23 августа 2016. Цель сериала: пролить свет на популярные заблуждения и тенденции, разоблачить ложные идеи, наполнившие американское общество.
7 декабря 2016 truTV продлил сериал на второй сезон из 16 эпизодов.
В Австралии сериал вещает SBS Viceland.

## Сюжет
«Адам Портит Всё» основан на веб-сериале CollegeHumor, в роли ведущего выступает комедиант Адам Коновер (который также был звездой CollegeHumor). В шоу Коновер разоблачает ложные представления при помощи «раздражающих фактов» и рассмотрения проблем с научной точки зрения. Он обосновывает свою позицию, просвещая аудиторию, беседуя с экспертами в скетчах и добавляя сноски на экране.

## В ролях
- Адам Коновер в роли Адама Коновера, протагониста, служащего проводником для аудитории и второстепенного героя эпизода.
- Эмили Аксфорд в роли Эмили, учительницы старшей школы, подруги Адама и жены Мёрфа. Она частая жертва откровений Адама. Иногда и она разоблачает ложные идеи, в частности в «Адам Портит Секс» и «Адам Портит Торговые Центры». А эпизод «Эмили Портит Адама» вообще делает её ведущей, а Адама — тем, кого она обучает.
- Брайан Мёрфи в роли Мёрфа, школьного учителя физкультуры и друга Адама, мужа Эмили. Частая жертва откровений Адама.
- Мари Норман[англ.] в роли Хейли, подруги Эмили, которая начала встречаться с Адамом, пока внезапная смерть не разлучила их. Хейли поскользнулась на полу больницы в серии «Адам Портит Смерть».
- Рея Бучер[англ.] в роли Рэи Коновер, младшей сестры Адама, юриста, владелицы дома, где живёт Адам.